# Juan Antonio Abad Pérez
Pour les articles homonymes, voir Juan Pérez.
Juan Antonio Abad Pérez, né le 2 septembre 1956 à Arnedo (La Rioja), est un homme politique et économiste espagnol, membre du Parti populaire. Maire d'Arnedo de 2003 à 2015 et député de la circonscription de La Rioja de 2011 à 2015, il est également membre de la Fédération espagnole des municipalités et provinces.

## Biographie
Abad Pérez est diplômé en sciences économiques et entrepreneuriales de l'Institut catholique d'administration et de direction des entreprises (ICADE) de Madrid. Après ses études, il travaille en tant qu'économiste et devient membre du Parti populaire. Quelques années plus tard, il dirige la section du PP à Arnedo, avec laquelle il remporte l'élection municipale de 2003 à la majorité absolue. Il est ensuite réélu aux élections de 2007 et de 2011. 
En 2003, Pérez se présente également sur les listes du PP aux élections du Parlement de La Rioja et est élu député de la VIe législature du Parlement autonome, avant d'être réélu aux VIIe et VIIIe législatures en 2007 et 2011.
Après les élections générales de 2011, Abad Pérez démissionne de son poste au Parlement autonome pour intégrer la Xe législature d'Espagne en tant que député du PP pour la circonscription de La Rioja à partir du 13 décembre 2011. Il est membre de la commission parlementaire sur la Sécurité routière et l'Écomobilité, avant d'intégrer la Commission pour l'Économie, la Compétitivité, l'Emploi et la Sécurité sociale et de devenir secrétaire de la Commission de Trésorerie et d'Administration publique.
Le 25 avril 2012, Abad Pérez devient membre du Conseil territorial de la Fédération espagnole des municipalités et provinces.